# Ann-Charlotte Lilja
Ann-Charlotte Gun Lilja, även La Monica, född 10 juni 1946 i Göteborg, är en svensk simmare.
Hon tävlade för  tävlade SK Najaden i Göteborg. Lilja deltog i OS 1964 i Tokyo. På 100 meter fritt slutade hon på sjunde plats med en tid på 62,5. På 400 meter fritt kom Ann-Charlotte Lilja på åttonde plats i finalen med en tid på 4.53,0. Hon tävlade även i lagkapp 4x100 meter tillsammans med Lotten Andersson, Ulla Jäfvert och Ann-Christine Hagberg. De slutade på en femte plats på 4.14,0.
Vid Europamästerskapen 1966 tävlade hon i lagkapp 4x100 meter fritt och tog då silver. Laget bestod av Ingrid Gustavsson, Ulla Jäfvert, Ann-Christine Hagberg och Lilja.